# Музей білоруського Полісся
Музей білоруського Полісся (біл. Музэй Беларускага Палесься) — єдиний регіональний музей Білорусі, розташований у Пінську. Станом на липень 2012 року у фондах музею налічуться більше 66 тисяч одиниць експонатів і більше 15 тисяч одиниць науково-допоміжногу фонду. Зібрана тут колекція серед інших музеїв Білорусі вважається другою за значенням після зібрання мінського Національного художнього музею. Розташований у будинку колишнього колегіуму єзуїтів.

## Історія
Після рішення Поліського краєзнавчого товариства від 17 жовтня 1924 року прийнято рішення про створення Поліського краєзнавчого музею, який відкрив свої двері перед відвідувачами 1 липня 1926 року. У 1939 році отримав назву «Пінський обласний історико-краєзнавчий музей», з 1944 року — «Пінський обласний (зональний) краєзнавчий музей». З 1954 — «Пінський краєзнавчий музей», а з 1978 — «Білоруський державний музей соціалістичного перетворення Полісся». У 1990 році отримав сучасну назву.